# 川口市立仲町中学校
川口市立仲町中学校（かわぐちしりつ なかちょうちゅうがっこう）は、埼玉県川口市にある公立中学校。

## 概要
通称は仲中。全校生徒は約350名。年々生徒数は増えている。制服は学ランである。校歌は作詞：下山つとむ、作曲：折山俊也。

## 周辺
校舎と運動場が緑川をへだてて分かれている（校舎：川口市、運動場：戸田市）。

## 学校教育目標
光る汗・豊かな心・拓く夢

## 生徒目標
1. 自ら創意をこらし、向上をめざす生徒。
2. 労を惜しまず、責任を果たす生徒。
3. 仲良く協力し、互いに磨きあう生徒。
4. 心身ともに健康でたくましい生徒。

## 部活動

### 運動部
- 野球部
- サッカー部
- 陸上部
- テニス部（男・女）
- 卓球部（男・女）
- バスケット部（男・女）
- バレー部（女）

### 文化部
- 吹奏楽部
- 美術工芸部
- パソコン部
- 科学部

## 委員会
- 1学年委員会
- 2学年委員会
- 3学年委員会
- 生活委員会
- 体育委員会
- 保健委員会
- 放送委員会
- 給食委員会
- 図書委員会
- 美化委員会
- 緑化委員会
- 掲示委員会